# مجید دوستعلی
مجید دوستعلی سیاستمدار اصولگرای ایرانی و دبیر هیئت دولت محمود احمدی‌نژاد از سال ۱۳۸۶ تا ۱۳۸۹ و هم‌اکنون به‌عنوان نماینده مردم کرمان و راور در دورهٔ دوازدهم مجلس شورای اسلامی فعالیت می‌کند.
دوستعلی از سال ۸۶ تا ۸۹ دبیر هیئت دولت در کابینه محمود احمدی‌نژاد بوده و سپس به وزارت تعاون، کار و رفاه اجتماعی رفته و به عنوان قائم مقام وزیر تعاون، کار و رفاه اجتماعی مشغول به کار می‌شود. او همچنین معاونت حقوقی و امور مجلس کمیته امداد امام خمینی را برعهده داشته‌ است.
دوستعلی دارای مدرک دکترای حقوق بوده و در سمت‌های قضایی مانند بازرسی قضایی سازمان بازرسی کل کشور در استان کرمان، قاضی دادگاه‌های عمومی کرمان، معاون دادستان استان کرمان، قاضی دادگاه‌های تجدید نظر استان تهران فعالیت کرده‌است.